# Desa Temon (administrativ by i Indonesien, Jawa Timur, lat -8,08, long 111,17)
Desa Temon är en administrativ by i Indonesien.   Den ligger i provinsen Jawa Timur, i den västra delen av landet, 500 km öster om huvudstaden Jakarta.